# Asseburg (Burg)
Die Asseburg ist die Ruine einer Höhenburg auf einem schmalen Bergkamm des Höhenzuges Asse unweit Wolfenbüttel. Die Burg entstand zwischen 1218 und 1223 unter Gunzelin von Wolfenbüttel als Ganerbenburg. Von den Ausmaßen war sie die größte Höhenburg Norddeutschlands und galt als uneinnehmbar. Seit 1492 ist die Asseburg eine Ruine, da sie im Zuge einer Fehde von der eigenen Burgbesatzung aufgegeben und in Brand gesteckt wurde.

## Baubeschreibung

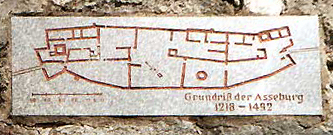
Schematischer Grundrissplan am Mauerwerk der Asseburg

Die Ruine der Asseburg liegt im Gebiet der Gemeinde Wittmar auf dem südlichen Kamm der Asse, deren Hänge in diesem Bereich rund 100 Meter steil abfallen. Mit einer Grundfläche von 7.200 Quadratmetern war die etwa 180 Meter lange und etwa 50 Meter breite Asseburg eine der größten mittelalterlichen Burgen Norddeutschlands.
Sie ist der Länge nach in eine niedrigere südöstliche und eine höhere nordwestliche Hälfte unterteilt. Letztere wird durch vier jeweils mit einem Tor versehene Quermauern in fünf Höfe unterteilt. Zugangstore befanden sich an beiden Schmalseiten im Osten und Westen. Im nordwestlichen Hof befand sich ein freistehender, quadratischer Bergfried. Eine Wall-Graben-Befestigung umgab die gesamte Burganlage. Im Südosten trug der Wall auf seiner Krone eine Mauer. 100 m unterhalb der Hauptburg verläuft ein weiterer Graben, der ursprünglich als Steinbruch diente, dann aber durch drei Wall-Graben-Anlagen mit der inneren Befestigung der Hauptburg verbunden worden war. Dieser Bereich bildet eine zweiteilige Vorburg, deren Nutzung nur durch wenige Funde belegt ist. Vor den beiden Schmalseiten aus sind durch die Anlage von Quergräben im Bergrücken insgesamt fünf Erhebungen abgeteilt worden, die als vorgeschobene Befestigungen dienten.
Vom nordwestlichen Teil der Hauptburg sind ein quadratischer Turm und ein Abschnitt der Umfassungsmauer wiederhergestellt worden, im südwestlichen Teil ein Tor mit Pförtnerhaus.

## Geschichte

### Burgbau

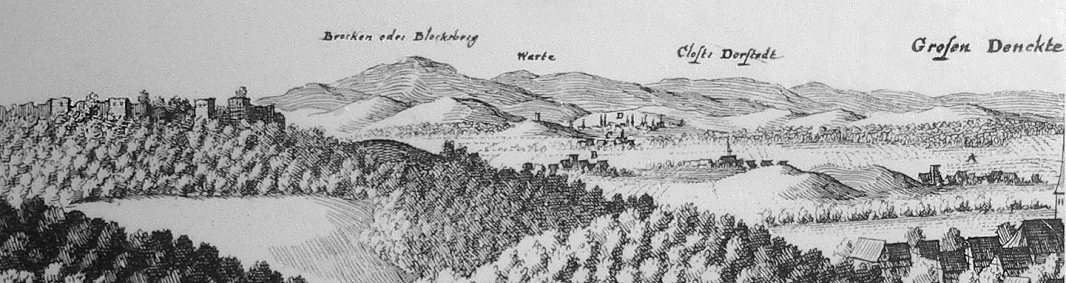
Ruine der Asseburg (links) auf Merian-Stich um 1654

Der Bau der Asseburg bereitete dem Bauherren Gunzelin von Wolfenbüttel zunächst Schwierigkeiten. Als Vertreter der staufischen Fraktion setzte er sie in feindliches welfisches Gebiet. Außerdem entstand sie auf Grund und Boden des Stiftes Gandersheim. Die Äbtissin Mechthild von Wohldenberg beschwerte sich über die Verletzung der Besitzrechte 1220 bei Papst Honorius III. Er beauftragte örtliche Bischöfe, gegen den Bau vorzugehen, und verlangte sogar den Abriss der Burg. Über diesen Spruch setzte sich jedoch der Bauherr Gunzelin als machtvolle Persönlichkeit des Reiches hinweg und vollendete die Anlage.

### Bauherren
Die gut zu verteidigende Höhenburg war anfänglich eine Ganerbenburg mehrerer Besitzer. Bauherren waren Gunzelin von Wolfenbüttel (1187–1254), sein Sohn Burchard, Harold von Biewende und weitere nicht mehr bekannte Personen aus den Bereichen Hildesheim und Halberstadt. Gunzelin war aus der Dienstmannschaft der Welfen in die Reichsministerialität aufgestiegen. Er hatte unter dem Welfenkaiser Otto IV. das Hofamt des Truchsess inne. 1206 hatte er an der vergeblichen Belagerung gegen die Burg Lichtenberg bei Salzgitter teilgenommen. Nach dem Tod des Kaisers 1218 unterstellte er sich dem staufischen Kaiser Friedrich II. Mit dem Burgbau etablierte sich Gunzelin in der Region als Herrschaftsträger eigenen Rechts.

## Belagerungen

### 1254

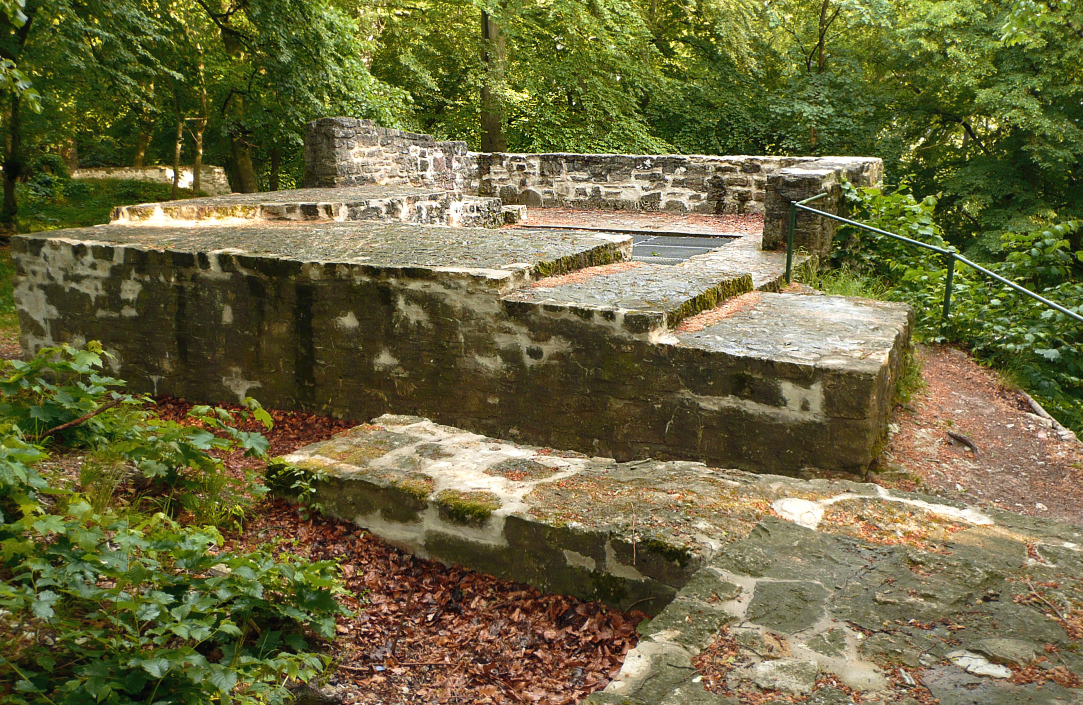
Turmstumpf an einem früheren Tor

1254 wurde die Asseburg vom Herzogtum Braunschweig-Lüneburg durch Albrecht den Großen drei Jahre lang vergeblich belagert. Gunzelins ältester Sohn Burchard (Busso), der sich „von der Asseburg“ nannte, verteidigte sie zäh. Die Braunschweiger Reimchronik, die Ende des 13. Jahrhunderts entstand, berichtet über die Belagerung von 1254 in den Zeilen 8011–8013:
|  | Her leyz ouch buven groze werch, |  | Er ließ auch bauen große Werke,   |
|  | zve hus dhavor, dhen Rokesberch  |  | zwei Häuser davor, den Rockesberg |
|  | und dhen Lurenberch vil starc    |  | und den Lurenberg, sehr stark     |

Demnach ließ Albrecht I. als Belagerer je eine Schanze auf dem Rockesberg und dem Lurenberg anlegen, um mit ihrer Hilfe die Burg zu erobern. Da keine Unterstützung zu erkennen war, wurde die Burg in Verhandlungen mit Herzog Albrecht im Winter 1258 für 400 Goldmark und gegen freien Abzug nach Westfalen übergeben. Bis zum Jahre 1330 blieb sie im herzoglichen Besitz als eine der stärksten Landesburgen. Finanzielle Schwierigkeiten des Herzogtums führten dazu, dass die Burg in den Pfandbesitz der Stadt Braunschweig überging. Hintergrund war die Sicherung von Fernhandelswegen der Stadt. Unterhalb der Burg am Fuße der Asse verlief eine wichtige Handels- und Heerstraße zwischen Rhein und Elbe. Der Verlauf der Handelsstraße führte unter anderem über Braunschweig, Wolfenbüttel und Halberstadt nach Leipzig, und entspricht der heutigen B 79.

### 1492
1492 forderte der Braunschweiger Herzog Heinrich der Ältere nach einer Erbteilung alle Hoheitsrechte und Besitzungen, so auch die Asseburg, von der Stadt Braunschweig zurück. Da sich der Rat der Stadt weigerte, rückte der Herzog mit seinem Heer aus. Die Asseburg wurde wegen Wassermangels und der Entfernung zu Braunschweig als schlecht zu verteidigen angesehen. Daher zog sich die Braunschweiger Burgbesatzung zurück und legte am 12. August 1492 Feuer. Die Festung, die nie erobert wurde, soll drei Tage lang gebrannt haben.

## Ruine

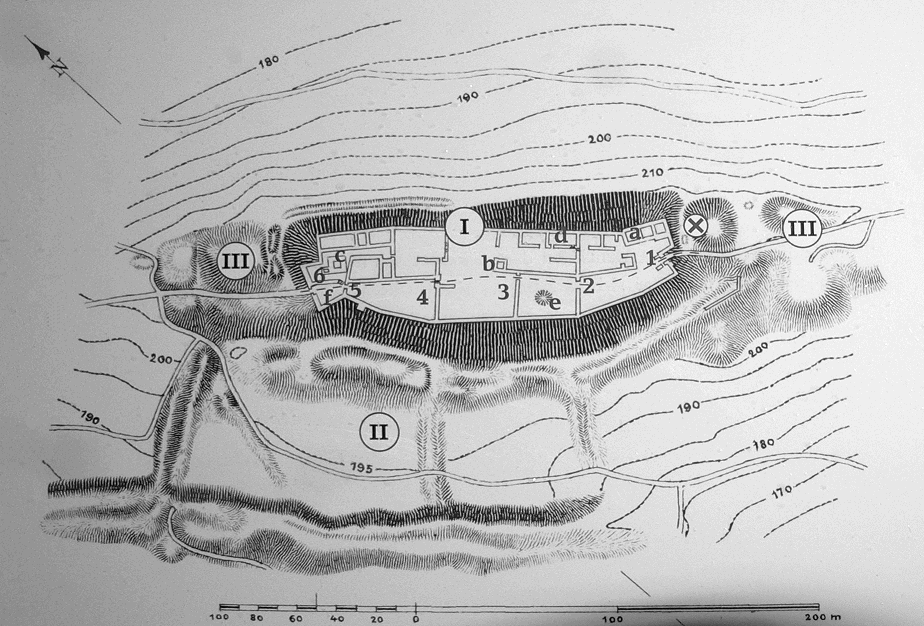

Seit ihrem Brand 1492 ist die Asseburg eine Ruine, deren Mauerwerk infolge der Witterung verfällt. Auch die Bewohner der umliegenden Dörfer holten sich Steinmaterial der Wehranlage für ihre Häuser. Heute sind noch einzelne Mauerreste und die unteren Bereiche von Türmen vorhanden.
1733 rückte ein Ereignis die Burgruine für kurze Zeit in den Blickpunkt der Öffentlichkeit: Eine Hochzeitsgesellschaft unternahm am 14. Juni einen Nachmittagsausflug in den Assewald, um an der Burgruine Picknick zu halten. Es handelte sich um die Vermählung der Prinzessin Elisabeth Christine von Braunschweig-Wolfenbüttel-Bevern aus dem Schloss Salzdahlum mit dem Kronprinzen Friedrich von Preußen (dem späteren „Alten Fritz“).

## Archäologische Untersuchungen
Die „Assegesellschaft“ führte 1892 eine begrenzte archäologische Ausgrabung auf dem Burggelände durch, deren Ergebnisse nicht dokumentiert sind. Die Vereinigung ist bemüht, die Bedeutung dieser umfangreichen Befestigungsanlage zu erforschen. Von ihr werden auch alle Sicherungs- und Renovierungsarbeiten durchgeführt.
Im Jahre 2001 kam es zur Suche nach den bis dahin vergessenen Schanzwerken durch den Burgenspezialisten des Niedersächsischen Landesamtes für Denkmalpflege Hans-Wilhelm Heine und einen Vertreter der Kreisarchäologie des Landkreises Wolfenbüttel. Von der früheren Schanze auf dem Lurenberg waren keine Überreste mehr vorhanden, da sie von einem Aussichtsturm überbaut worden ist. Die Schanze auf dem Rockesberg stellt sich als rechteckige Anlage mit den Seitenlängen von 120 × 40 Metern dar, die über zwei Abschnittsgräben verfügt. Im Jahre 2006 kam es im Bereich der Schanze zu einer Prospektion mit Metallsuchgeräten. Dies führte zum Fund von Messern, Hufeisen, Teilen von Reiterausrüstungen und einer Vielzahl von Armbrustbolzen. Diese Objekte werden der Belagerung zwischen 1255 und 1258 zugerechnet. Die Armbrustbolzen werden aufgrund ihrer Fundlage der Burgbesatzung zugerechnet, die sie bei Ausfällen in Richtung der Schanze Rockesberg verschossen hat. Die Untersuchungen im Jahre 2006 führten zur Entdeckung eines Podestes zwischen der Schanze Rockesberg und der Asseburg, das in den Boden eingearbeitet wurde. Es wird vermutet, dass es sich um eine Geländevorbereitung zur Aufstellung einer Blide handelte, mit der die Burg beschossen werden sollte.